# Derby calcistici in Italia
Il calcio pionieristico italiano era caratterizzato dalla presenza di svariate squadre nelle stesse città e i numerosi incontri fra sodalizi del medesimo nucleo urbano costituivano addirittura la fase preliminare del campionato, valida per l'accesso alle finali nazionali.
Nel corso degli anni 20 del XX secolo furono poi i gerarchi fascisti, accortisi del grande potenziale propagandistico insito in quello che era divenuto il primo sport nazionale, a imporre d'autorità la semplificazione dell'organico delle singole città: se da una parte, infatti, la presenza di rivalità all'interno di uno stesso nucleo urbano contrastava con la visione corporativa del regime, dall'altra, la riduzione della dotazione societaria dei singoli centri permise la creazione di nuovi posti disponibili per un maggior numero di città. Di regola, ogni capoluogo italiano venne dotato di una singola società che potesse rappresentarlo a livello professionistico, norma da cui vennero esentati solo i tre maggiori centri del Settentrione, Genova, Milano e Torino, luoghi dove il campionato italiano era nato e che annoveravano tifoserie oramai troppo corpose e antagoniste; fu invece per la forte resistenza dei dirigenti della Lazio a confluire nella neonata Associazione Sportiva Roma che lo stesso trattamento fu riservato a Roma, la capitale.
Roma, prima della fusione tra Alba, Roman e Fortitudo che dette origine alla A.S. Roma, aveva ben otto squadre che militavano nel campionato organizzato dalla Lega Sud: Foot Ball Club di Roma (meglio nota come Roman), Società Sportiva Alba Roma, Fortitudo, Lazio, Società Sportiva Pro Roma, Società Sportiva Juventus Roma, Club Sportivo Audace Roma e Unione Sportiva Romana.
Il primo derby in assoluto, passato agli annali in un incontro ufficiale del massimo campionato italiano, fu giocato a Torino l'8 maggio 1898 fra l'Internazionale e la Torinese, squadre dalla cui fusione nascerà il Torino.
Successivamente, quando nel 1929 nacque la Serie A, vi si disputarono tre derby (Inter-Milan, Juventus-Torino e Lazio-Roma), che divennero quattro nel 1935 in occasione del ritorno nella massima categoria della squadra genovese Dominante, pochi anni prima rifondatasi come Sampierdarenese. A ottant'anni di distanza, sono ancora questi i tradizionali appuntamenti stracittadini del campionato italiano di calcio: l'unica novità si verificò nelle stagioni 2001-2002, e a partire dalla stagione 2013-2014 allorquando l'eccezionale impresa del Chievo, unica squadra già dilettantistica che sia riuscita ad ascendere fino alla massima serie, permise la disputa di un quinto derby: quello di Verona. Un'altra eccezione riguarda il derby di Genova, unica città che abbia avuto tre squadre e quindi tre diversi derby nella massima serie da quando è stata istituita la Serie A. Questo avvenne nel campionato 1945-46, per motivi bellici l'unico non a girone unico da quando è stata istituita la Serie A.
Di seguito vengono riportati i derby disputati almeno una volta nei campionati di Serie A e/o Serie B a girone unico.

## Derby stracittadini
- Derby di Genova (Derby della Lanterna): questo derby, il più antico d'Italia, vede il Genoa contrapporsi alle altre formazioni, che nel susseguirsi dei tempi costituivano l'antagonista cittadina; furono l'Andrea Doria, la Sampierdarenese e la Dominante. Nella stagione 1945-46 si svolsero 3 diversi derby (tra Genoa, Andrea Doria e Sampierdarenese, unico caso in Italia dall'istituzione della Serie A). Dal 1946 il derby è Genoa-Sampdoria, un incontro che spesso rappresenta per i tifosi delle due squadre la gara principale della stagione. Il Genoa ha giocato il suo primo derby nel 1902, vincendolo. La Sampdoria ha giocato il suo primo derby nel 1946, vincendolo.
- Derby di Milano (Derby della Madonnina): Inter-Milan, è l'unica che vede in campo due squadre già vincitrici della Coppa dei Campioni/Champions League. Si svolse ufficialmente per la prima volta nel 1909 (in occasione della prima partita in assoluto dell'Inter), con successo rossonero.
- Derby di Roma (Derby della Capitale): Lazio-Roma, è storicamente il derby seguito con più passione dalle due tifoserie che, in caso di vittoria nella stracittadina, possono ritenere appagata un'intera stagione. Si svolse ufficialmente per la prima volta (tra Lazio e Roma) nel 1929, con successo giallorosso. Tuttavia, prima della nascita della A.S. Roma nel 1927, quando ancora non era stato varato il campionato a girone unico, si svolgevano molti altri derby nella capitale, tra le 8 squadre romane che partecipavano al campionato Lega Sud; quattro volte queste squadre raggiunsero la finale per lo scudetto, contro la squadra che aveva vinto il campionato della Lega Nord, ma furono sempre sconfitte.
- Derby di Torino (Derby della Mole): Juventus-Torino, è il primo derby svolto in Italia per antichità nonché la stracittadina di Torino, la più antica tra squadre ancora esistenti. Si svolse ufficialmente per la prima volta nel 1907, con successo granata.
- Derby di Verona (Derby dell'Arena o Derby della Scala): Chievo-Hellas Verona si è svolta per la prima volta in Serie B nel 1994, concludendosi sul punteggio di 1-1. La prima stracittadina in Serie A risale al 2001, vinta dall'Hellas per 3-2.

## Derby provinciali di rilievo
Alessandria 
- Derby della Provincia di Alessandria: Alessandria-Casale, partita di grande rilievo sino agli anni 1930, nel 1927 fu disputata in finale nella Coppa CONI. Precedenti sia in Serie A che in Serie B.

 Ascoli Piceno 
- Derby del Tronto o del Piceno: Ascoli-Sambenedettese, il derby per eccellenza per entrambe le tifoserie: entroterra contro mare si scontrano in questo acceso incontro calcistico. Da sempre i cittadini di San Benedetto del Tronto rivendicano una propria autonomia dal capoluogo Piceno. Questo acceso derby è stato disputato in Serie B nelle stagioni 1976-77, 1977-78 e 1985-86. Secondo Carlo Mazzone è più duro ed emozionante del derby di Roma.[1]

 Bari 
- Derby del barese: Bari-Fidelis Andria, derby giocato in Serie B quando Andria faceva ancora parte della Provincia di Bari.
- Derby del barese: Bari-Barletta, derby giocato in Serie B e Serie C quando Barletta faceva ancora parte della Provincia di Bari.

 Bergamo 
- Derby di Bergamo: Atalanta-AlbinoLeffe, con l'ascesa della formazione della Val Seriana, il match è diventato un incontro tra la realtà della montagna e quella della città della provincia di Bergamo; è stato giocato in Serie B nelle stagioni 2003-04, 2005-06 e 2010-11 con un bilancio di tutte e 6 vittorie nerazzurre. In precedenza il derby di Bergamo era considerato l'incontro Atalanta-Alzano Virescit (disputato in Serie B nella stagione 1999-2000), città e periferia della realtà bergamasca. Tuttavia la netta preponderanza del tifo per l'Atalanta porta queste partite a essere considerate stracittadine, più che veri e propri derby. Andando in ordine cronologico, prima di tutte queste partite, merita citazione un'altra partita ufficiale, cioè l'incontro Atalanta-Virescit Boccaleone, terminato con il punteggio di 2-1, che è addirittura un derby cittadino, essendo all'epoca la Virescit Boccaleone la seconda squadra della città di Bergamo. Questa gara, tuttavia, non è relativa a incontri di campionato, bensì come partita della prima giornata del girone 4 eliminatorio di Coppa Italia, disputatasi domenica 24 agosto 1986. Qualche anno più tardi la Virescit Boccaleone si fonderà con la squadra di Alzano Lombardo per dare vita, appunto, all'Alzano Virescit di cui sopra.

 Brescia 
- Derby Brescia-Feralpisalò: Brescia-Feralpisalò, derby provinciale giocato unicamente in Serie B nella stagione 2023-24.

 Como 
- Derby del Lario: Como-Lecco, è stato disputato diverse volte in Serie B quando Lecco faceva ancora parte della Provincia di Como. È un duello tra i due rami del lago di Como: quello di Volta e quello di Manzoni.

 Firenze 
- Derby dell'Arno: Fiorentina-Empoli, considerato ormai un derby stracittadino. Il vero derby di Firenze sarebbe Fiorentina-Rondinella (che, però, non è mai stato disputato in partite ufficiali).
- Derby Empoli-Prato, disputato in Serie B 1949-1950 quando ancora Prato faceva parte della Provincia di Firenze.

Forlì-Cesena
- Derby della Riviera: Cesena-Rimini, disputato in Serie B nelle stagioni 1977-78, 1978-79 e 1980-81, quando Rimini faceva ancora parte della Provincia di Forlì. Ulteriori derby di campionato si sono giocati negli anni 2000, dopo il distaccamento di Rimini dalla provincia forlivese.

 Lecce 
- Derby del Salento: Lecce-Gallipoli, si disputa per la prima volta nel campionato di Serie B 2009-2010.

 Lucca 
- Derby della Lucchesia: Lucchese-Viareggio, estremamente pericolosa visti alcuni dei precedenti storici, specialmente negli anni 1920 e 1930.[2] Ci sono precedenti in Serie B nelle stagioni 1934-35 e 1935-36, e nel II livello del campionato di calcio italiano negli anni 1920.

 Modena 
- Derby Modena-Sassuolo, non storico ma ha iniziato ad avere una certa rilevanza per i recenti precedenti nella Serie B. È stato disputato infatti nelle stagioni dal 2008-2009 al 2012-2013, e nella stagione 2024-2025 con un bilancio di 2 vittorie per il Modena, 5 pareggi e 5 vittorie per il Sassuolo.
- Derby Modena-Carpi, disputato nella serie cadetta per la prima volta nella stagione 2013-2014 fino alla stagione 2014-2015.Il bilancio vede 3 vittorie per il Carpi e 1 pareggio.
- Derby Sassuolo-Carpi. Si è disputato per la prima volta in Serie A nella stagione 2015-2016, con una doppia vittoria del Sassuolo per 1-0 a Reggio Emilia e 3-1 a Modena.

 Napoli 
- Derby Napoli-Savoia, è stato disputato per la prima volta il 24 dicembre 1939, durante i sedicesimi di finale della Coppa Italia 1939-1940, il punteggio fu Savoia-Napoli 1-3[3]. In gare di campionato gli unici precedenti risalgono al campionato di Serie B 1999-2000, anno in cui il Napoli tornò in Serie A e il Savoia retrocesse in Serie C1. I risultati furono Savoia-Napoli 0-1[4] e Napoli-Savoia 1-1[5].

 Padova 
- Derby di Padova o del Santo: Padova-Cittadella, si disputa per la prima volta nel campionato di Serie B 2009-2010 dopo alcuni in serie C1, e inoltre dal 2000 al 2002 il Cittadella giocò a Padova le sue due prime stagioni in serie B. Agli albori del calcio italiano si svolse anche il derby tra Padova e Petrarca.

 Salerno 
- Derby Nocerina-Salernitana, giocato nel Campionato Meridionale 1928-1929
- Derby Salernitana-Scafatese, giocato in Serie B 1946-1947
- Derby Nocerina-Scafatese, giocato in Serie B 1947-1948

 Sassari 
- Derby Olbia-Tempio, o 'Derby di Gallura', rivalità dovuta all'amicizia della tifoseria tempiese appunto con la tifoseria sassarese, rivale degli olbiesi.

 Varese 
- Derby del Varesotto: Varese-Pro Patria, derby tra la squadra del capoluogo e quella di Busto Arsizio, città che da anni ambisce a diventare capoluogo di Provincia.

 Vicenza 
- Derby vicentino o della Lana: L.R. Vicenza-Marzotto (ora denominato Valdagno), si giocò soprattutto tra le due guerre mondiali nella terza serie e all'inizio degli anni 1950 in Serie B. La rivalità tra Vicenza e Valdagno, nonostante non si incontrino ufficialmente da decenni, è ancora accesa, tanto che in alcuni bar di Valdagno è ancora servito un cocktail chiamato "Cinqueazero", in ricordo di una vittoria del Marzotto negli anni 1940.[6]

## Derby regionali di rilievo

### Abruzzo
Gli unici derby abruzzesi finora disputati in Serie B sono quelli tra il Castel di Sangro e il Pescara (1996-1997 e 1997-98) e, più recentemente, tra lo stesso Pescara e la Virtus Lanciano (2013-2014, 2014-2015 e 2015-2016).

### Calabria
- Derby di Calabria: Catanzaro-Cosenza. Il derby più caldo e sentito della regione è quello che vede contrapposte il Catanzaro e il Cosenza: considerato il derby di Calabria per eccellenza, venne disputato per la prima volta in Serie B nel 1946. L’ultimo derby è stato giocato nella stagione 2024-2025, concluso con la vittoria del Catanzaro con il risultato di 4-0 al Ceravolo.
- Cosenza-Reggina. Storicamente un altro derby acceso e sentito da entrambe le tifoserie sin dagli anni 1960 è sempre stato Cosenza-Reggina[7][8], anch'esso disputato in Serie B, ma a partire dalla stagione 1988-1989. L’ultimo confronto si è disputato nella stagione 2022-2023, concluso con il trionfo del Cosenza con il risultato di 2-1 al Marulla.
- U classicu:[9] Reggina-Catanzaro. Sfida tra le uniche società calabresi ad aver militato in Serie A fino al 2016, anno della storica promozione del Crotone, terza squadra calabrese a raggiungere la massima serie. L'ultimo confronto in campionato è stato disputato nella stagione 2019-2020, è stato vinto dalla Reggina al Granillo per 1-0;
- Derby dell'ex provincia di Catanzaro: Catanzaro-Crotone. È l'ex derby della provincia di Catanzaro cui Crotone vi faceva parte prima degli anni 1990.
- Derby della Magna Grecia: Reggina-Crotone. Disputato in Serie B a partire dal 2001, si conclude in parità eccezione fatta per il 2010, quando la vittoria degli amaranto rallentò la rincorsa dei pitagorici verso i play-off, e un'altra vittoria amaranto vi è in Coppa Italia nel 2013 per 1-0. In seguito, avviene la vittoria storica allo Scida per 2-0 del Crotone in casa nell'ottobre 2013, dopo 37 anni dalla precedente; nella stessa stagione, a marzo del 2014, i rossoblu vincono in casa degli amaranto 1-4, sancendo la retrocessione dei Reggini in Serie C.
- Cosenza-Crotone. Oltre a questi elencati l'unico altro derby calabrese disputato almeno in Serie B è quello tra bruzi e pitagorici. L’ultimo confronto è stato disputato nella stagione 2021-2022 ed è finito con il risultato di 3-3 allo Scida.

### Campania
I derby campani più prestigiosi sono stati disputati in Serie A:
- Napoli-Salernitana, disputatosi in Serie A 1947-1948, Serie A 2021-2022, Serie A 2022-2023 e Serie A 2023-2024, nel campionato misto A/B del 1945-46 (girone meridionale), e più volte in Coppa Italia e in Serie B.
- Avellino-Napoli, giocatosi in Serie A per dieci stagioni consecutive tra gli anni settanta e ottanta, oltre che in altre competizioni nazionali, tra cui la Serie C1 2004-2005.
- Benevento-Napoli, disputatosi in Serie A 2017-2018, in Serie A 2020-2021 e in Serie C1 2004-2005.

Gli altri derby campani, quelli disputati almeno in Serie B coinvolgono anche Benevento, Casertana, Juve Stabia, Nocerina e Savoia, ed escludendo tutte le sfide provinciali più su menzionate, sono i restanti:
- Avellino-Salernitana: si tratta del derby campano più volte disputato in Serie B.
- Avellino-Benevento
- Avellino-Casertana
- Avellino-Juve Stabia
- Benevento-Salernitana
- Juve Stabia-Nocerina
- Juve Stabia-Salernitana
- Salernitana-Savoia

### Emilia-Romagna
- Derby del Ducato: Piacenza-Parma, disputato tra le squadre delle due città un tempo facenti parte dell'omonimo stato preunitario. È stato disputato per la prima volta in Serie A nella stagione 1993-94.
- Derby dell'Enza (o derby del Grana): Parma-Reggiana. Il nome Enza deriva dall'omonimo torrente che divide i confini provinciali di Parma con quelli di Reggio Emilia. È stato disputato per la prima volta in Serie A nella stagione 1993-94. Dal 1997 le due formazioni non si affrontarono più fino al 19 dicembre 2016 in Lega Pro dopo quasi vent'anni: all'andata a Reggio Emilia prevalsero i crociati per 2-0. Si tratta della sfida più sentita in assoluto dalle due tifoserie ed è stato spesso teatro di violenti incidenti.
- Derby del Secchia: Modena-Reggiana; il nome Secchia deriva dall'omonimo fiume che segna il confine provinciale tra Reggio e Modena. Questa gara è stata disputata al massimo in Serie B, ed è stata spesso oggetto di numerosi e violenti scontri tra le due tifoserie.
- Derby della Riviera: Rimini-Ravenna, è stato giocato in Serie B solo nella stagione 2007-08.
- Derby di Romagna: Cesena-Rimini (disputato in Serie B dal 1977-78), ma anche Cesena-Ravenna (disputato in Serie B solo dal 1993-94).
- Derby Emilia contro Romagna: assumono questo nome le sfide del Cesena, squadra romagnola che spesso ha militato nelle serie maggiori, contro alcune delle principali realtà emiliane: su tutti si pone il derby con il Bologna (disputato per 10 stagioni in serie A), poi quello con il Modena (disputato al massimo in serie B), seguiti dalle sfide contro Reggiana (disputato al massimo in serie B) e SPAL (disputato al massimo in serie B). I duelli incarnano le rivendicazioni di autonomia romagnole dall'Emilia.
- Derby della via Emilia: tutti gli incontri tra Piacenza-Parma-Reggiana-Modena-Bologna. A ogni modo Piacenza mantiene una certa distanza da rivalità regionali che non siano quelle con Parma e soprattutto Reggiana, sentendo maggiormente una forte rivalità con squadre lombarde come Cremonese (contro la quale si disputa il cosiddetto derby del Po), Pavia e Mantova.
- Derby dell'Emilia: assume tale nome la sfida tra Bologna e Modena, disputata a partire dalla stagione 1912-1913, detta anche derby della Secchia. A esso si è aggiunto quello fra Bologna e Parma, le quali sono le due compagini più blasonate della zona; hanno iniziato a sfidarsi in serie A solo dalla stagione 1990-91, anno della prima apparizione nella categoria dei parmigiani.
- Derby Bologna-SPAL: Uno dei derby emiliani più sentiti, data la rivalità storica tra le città di Bologna e Ferrara. È stato disputato in Serie A tra gli anni cinquanta e sessanta e nuovamente dalla stagione 2017-18.
- Derby Cesena-Sassuolo, è stato disputato in Serie B nelle stagioni 2009-10 e 2012-2013 e nella stagione 2014-15 si è giocato in Serie A.
- Derby Estense: Modena-SPAL, disputato in Serie A nelle stagioni 1962-63 e 1963-64.

### Friuli-Venezia Giulia
- Derby del Nord-est: Udinese-Triestina, partita che vede contrapposti i capoluoghi delle regioni storico-geografiche del Friuli e della Venezia Giulia, e anche gli unici due club regionali a essere approdati in serie A. Si sono sfidate per 7 stagioni in serie A dal 1950-51 al 1958-59.

### Lazio
Gli unici derby tra due squadre laziali che si sono disputati esclusivamente nella massima serie sono il Derby di Roma e nella stagione 2015-2016 Roma-Frosinone e Lazio-Frosinone. Dalla stagione 2014-15, per la prima volta nella storia, in cadetteria si è disputato il Derby del Basso Lazio tra Frosinone e Latina, categoria in cui si disputò nella stagione 1946-1947 anche Alba Roma-Rieti.
- Derby del Romano-Ciociaro: Roma/Lazio-Frosinone, questi derby si sono disputati per la prima volta nella storia alla stagione 2015-2016 della Serie A; prima di allora non si erano giocati in nessuna divisione inferiore. Tali derby si sono ripetuti nel campionato di Serie A 2018-2019.
- Derby del Basso Lazio: Frosinone-Latina, noto anche come Derby dei Lepini, incontro molto sentito in entrambe le province, che mette di fronte due realtà regionali molto differenti, come quella ciociara (Frosinone) e quella pontina (Latina). La partita ha cominciato ad acquisire importanza negli anni 1960 e sono sempre state caratterizzate da incidenti tra le tifoserie, soprattutto negli anni 1980. Nella stagione di Lega Pro Prima Divisione 2011-2012, dopo numerosi anni di fortune assai diverse, le due formazioni si sono ritrovate. Nella stagione 2014-2015, per la prima volta nella storia, il derby si è giocato in Serie B.

### Liguria
Oltre alle stracittadine di Genova, gli altri derby disputatisi in Serie A sono:
- Derby Genoa-Spezia, disputatosi 4 volte in Serie A, l'ultima nel 2022; forti tensioni[10] hanno contraddistinto i 20 incontri ufficiali disputati tra le due squadre.
- Derby Sampdoria-Spezia, tenutosi 6 volte in Serie A, l'ultima nel 2023.

Grazie anche alla lunga tradizione calcistica regionale che risale agli albori del calcio in Italia, sono inoltre numerosi i derby disputatisi tra squadre liguri in Serie B:
- Derby Entella-Spezia, disputatosi 37 volte dal 1935 tra cui 10 volte in Serie B tra il 2014 e il 2020; è sentito principalmente dai tifosi della prima squadra[11].
- Derby Genoa-Savona, tenutosi 10 volte in massima serie tra il 1913 e il 1922 e in Serie B 1966-1967, per un totale di 17 incontri ufficiali, l'ultimo nel 1971.
- Derby Sampdoria-Savona, giocatosi in una sola stagione: Serie B 1966-1967.
- Derby Sanremese-Spezia, disputatosi 34 volte dal 1935 tra cui 4 volte in Serie B tra il 1937 e il 1939; l'ultimo incontro ufficiale risale al 2000.
- Derby Savona-Sestrese, tenutosi in massima serie 1920-1921, in Serie B 1946-1947 e nella Finale di Coppa Italia Dilettanti 1990-1991, per un totale di 84 incontri ufficiali, l'ultimo nel 2010.
- Derby Savona-Spezia, disputatosi in massima serie 1920-1921 e 8 volte in Serie B tra il 1940 e il 1947, per un totale di 56 incontri ufficiali, l'ultimo nel 2010; le due tifoserie sono gemellate[12].
- Derby Sestrese-Spezia, giocatosi la prima volta nel 1919, 4 volte in massima serie tra il 1920 e il 1925 ed in Serie B 1946-1947, per un totale di 24 incontri ufficiali; dal 1955 si è disputato solamente nella stagione 2008-2009, quando si registrarono alcuni incidenti tra le tifoserie[13].

Sempre in Serie B si sono inoltre disputati i seguenti derby regionali che hanno coinvolto squadre successivamente scomparse:
- Derby La Dominante-Spezia, disputatosi 4 volte in Serie B tra il 1929 e il 1931.
- Derby Sampierdarenese-Savona, tenutosi in massima serie tra il 1919 e il 1921 e successivamente in Serie B 1940-1941, per un totale di 8 incontri ufficiali.
- Derby Sampierdarenese-Spezia, disputatosi in massima serie nella stagione 1920-1921 e successivamente 6 volte in Serie B tra il 1932 e il 1941, per un totale di 8 incontri ufficiali.

### Lombardia
- Derby Lombardo: Atalanta-Brescia, la forte rivalità per motivi campanilistici che esiste da secoli tra le provincie di Bergamo e Brescia, pur legate storicamente dall'antico popolo dei Celti e dei Cenomani, si riflette anche e soprattutto nelle sfide calcistiche. L'ultimo incontro tra orobici e rondinelle risale alla stagione 2019-2020.
- Derby Atalanta-Inter
- Derby Atalanta-Milan: rivalità storica inaspritasi particolarmente negli anni 80 del XX secolo, sia per episodi successi durante le gare sia per il gemellaggio tutt'oggi esistente tra gruppi ultras del Milan e del Brescia.
- Derby Brescia-Inter: rivalità dovuta principalmente al gemellaggio tutt'oggi esistente tra gruppi ultras del Milan e del Brescia.
- Derby Milan-Monza: anche se fino al 2004 Monza era in provincia di Milano, è soprattutto la distanza minima, una decina di chilometri, fra le città a rendere quasi una stracittadina questa sfida che si disputò nelle due stagioni in cui i rossoneri disputarono la Serie B: gli incontri si chiusero tutti con vittorie milaniste, nel 1980-1981 (2-1 a Monza e 1-0 a San Siro) e nel 1982-1983 (4-1 allo Stadio Sada e 4-0 a Milano). Nel 2022 si è svolto per la prima volta in Serie A, con una vittoria del Milan.
- Derby Brescia-Feralpisalò: Brescia-Feralpisalò, derby provinciale giocato unicamente in Serie B nella stagione 2023-2024.
- Derby del Lario: Como-Lecco, fino a qualche tempo fa era da considerarsi una rivalità provinciale; dal 1992, con la creazione della provincia di Lecco, è diventato uno scontro tra due realtà indipendenti che prosegue anche in ambito extra-calcistico. È un duello tra i due rami del lago di Como: quello di Volta e quello di Manzoni. Le due squadre si sono affrontate diverse volte in Serie B e in Serie C ma mai nella massima serie.
- Derby dell'Insubria: Como-Varese, è una delle più accese rivalità dell'ovest della Lombardia, tanto da essere considerata rischiosa anche nelle categorie inferiori. Dopo quasi 10 anni dall'ultimo incrocio le squadre si sono ritrovate nella stagione 2017-18.
- Derby dell'Altomilanese: Pro Patria-Legnano, scontro tra due città da sempre in cerca di una propria autonomia. La rivalità ha radici storiche che trova tracce nell'età comunale. Entrambe le società vantano dei passati in Serie A e per sei volte si sono affrontate nella massima serie.
- Derby Como-Monza, scontro sportivo che trova radici negli anni 1930 e raggiunse poi i livelli di massima tensione nel 1979, quando entrambe le formazioni erano in lotta per la promozione in Serie A. La competizione riguarda anche aspetti economici e culturali, apparentemente simili, ma con sottili differenze, che si ritrovano ad esempio nel dialetto. Le formazioni calcistiche non si sono più affrontate dal 1997 alla stagione 2009-10 a causa delle alterne fortune delle due squadre e la rivalità si è un po' raffreddata. È tornato ad essere disputato in serie cadetta nella Serie B 2021-2022.
- Derby della Valassina: Monza-Pro Sesto, rivalità legata alla vicinanza geografica e che assume il nome dall'arteria stradale di collegamento tra le città di Monza (MB) e Sesto San Giovanni (MI) che distano circa 6 km in linea d'aria. Negli ultimi anni le due società non si sono più affrontate a causa del fallimento della compagine sestese, avvenuto nel 2010.
- Derby Cremonese-Mantova, negli ultimi anni, con la caduta dei grigiorossi nelle serie minori, è diventata una delle più accese rivalità del sud della Lombardia, tanto da essere considerata rischiosa. Numerosi sono stati gli incontri nei primi anni 2000 in Seconda Divisione dopo anni di militanza in serie diverse.
- Derby del Violino: Cremonese-Brescia, rivalità accesa e storica anche se con pochi episodi di rilievo negli ultimi anni viste le alterne fortune delle due squadre. L'ultimo derby si è disputato nella stagione 2023-2024.

### Marche
- Tra tutti i derby marchigiani, gli unici a essere stati disputati in serie B sono: Ancona-Ascoli (in sei stagioni diverse), Ancona-Sambenedettese (solo nella stagione 1988-89), Ascoli-Sambenedettese (nelle stagioni 1976-1977, 1977-1978 e 1985-1986) e Ancona-Maceratese (solo nella stagione 1940-1941).

### Piemonte
- Derby del Riso: Novara-Pro Vercelli, disputato di nuovo in serie B nella stagione 2012-2013 dopo l'ultimo precedente nella lontana serie B 1947-1948. Ci sono precedenti anche nel primo livello del campionato di calcio all'inizio del secolo scorso.
- Derby del Piemonte orientale: Pro Vercelli-Casale, precedenti ci sono stati sia in serie A che in B nella prima metà del secolo scorso.

### Puglia
In genere le sfide più celebri sono quelle tra le tre squadre (Bari, Lecce e Foggia) che sono le uniche pugliesi che nel loro record storico hanno il timbro della Serie A. Bari-Lecce si è disputato nella massima serie per 7 volte, Bari-Foggia nel 1991-1992 e 1994-95, Lecce-Foggia nel 1993-1994. In evidenza:
- Derby di Puglia: Bari-Lecce, derby calcistico molto sentito; il primo incontro tra le due squadre risale al 1929. Di lì in poi si sono affrontate numerose volte in tutte le maggiori categorie nazionali. Il primo incontro in massima serie risale al 1985.
- Derby delle Puglie: Bari-Taranto, le due città più popolose della Regione. Derby antico e di radicata tradizione; a causa delle diverse fortune delle due squadre, non si è giocato a livello ufficiale per 28 anni, fino al 2021. In passato si sono affrontate in molti campionati di serie B.
- Derby d'Apulia: Foggia-Bari, dal nome che gli antichi davano alla Puglia continentale.

### Sicilia
La Sicilia è la regione del Sud Italia che può vantare il maggior numero di derby regionali disputati tra le due massime serie professionistiche: 30 in Serie A (di cui 18 tra Palermo e Catania, 6 tra Catania e Messina e 6 tra Palermo e Messina) e 119 complessivamente disputati in Serie B che hanno coinvolto 7 squadre (Palermo, Catania, Messina, Siracusa, Trapani, Acireale e Licata).
- Derby di Sicilia: Palermo-Catania è la sfida più sentita e quella fra i due principali club dell'isola.
- Altri derby siciliani: sono molto sentiti tra gli appassionati isolani anche gli incontri Palermo-Messina e Catania-Messina, disputati in Serie A, nonché i seguenti disputati almeno in Serie B a girone unico:
  - Derby Catania-Siracusa: (1949-1950, 1950-1951, 1951-1952, 1952-1953)
  - Derby Messina-Siracusa: (1950-1951, 1951-1952, 1952-1953)
  - Derby Palermo-Siracusa: (1946-1947, 1947-1948)
  - Derby Palermo-Trapani (2013-2014)

### Sardegna
Nonostante in Sardegna esistano innumerevoli derby molto sentiti dalle tifoserie locali, gli unici derby rilevanti a livello regionale sono due.
- Derby Cagliari-Torres, o Derby di Sardegna, vede scontrarsi le due maggiori squadre sarde per blasone, essendo Cagliari e Sassari le due maggiori città della Sardegna. I primi derby si disputarono dall'anno della fondazione della società cagliaritana, nel 1920, e l'ultimo incontro ufficiale risale alla Serie C1 1988-1989; vale la pena però citare un'amichevole giocata ad Alghero nel 1999-2000 dove le due tifoserie si scontrarono duramente per le strade della città catalana, con altri scontri noti tra le due tifoserie a Serramanna nel 2008 e la più recente a Sassari nel 2017.
- Derby Olbia-Torres, o Derby del Nord Sardegna. Sentito da entrambe le tifoserie, in particolare quella gallurese, i primo match in un campionato professionistico si è tenuto nella Serie C 1968-1969 e l'ultimo nella Serie C 2022-2023.

### Toscana
- Derby guelfi-ghibellini: Fiorentina-Siena, partita molto sentita dai tifosi del Siena. La rivalità ha origine storiche, da ricercare addirittura nella battaglia di Montaperti del 1260.
- Derby Livorno-Pisa, si distingue tra i vari derby toscani a causa della forte rivalità storica tra le due città.
- Derby Fiorentina-Pisa, molto sentito da entrambe le parti e, nonostante la rivalità più sentita in assoluto da parte dei pisani sia quella con i "cugini" del Livorno, alcune frange della tifoseria neroazzurra ricordano che in realtà il loro vero derby è quello con l'"odiata" Fiorentina.
- Derby della Cintola: Pistoiese-Prato, molto sentito fra le due città. Deve il suo nome dal ricordo del furto effettuato da un pistoiese, detto "Musciattino", il quale si introdusse a Prato per rubare la Sacra Cintola; la nebbia, però, gli fece perdere l'orientamento e tornò a Prato, dove fu catturato e giustiziato dai pratesi. Numerosi sono stati gli scontri fra le tifoserie rivali, tanto da essere considerata dopo Livorno-Pisa la sfida calcistica più a rischio in Toscana.
- Derby Mediceo: Fiorentina-Livorno, detiene il record di essere il derby toscano più disputato nella massima serie calcistica italiana con 32 incontri (16 stagioni).
- Derby Livorno-Siena, forte rivalità fin dagli anni 1950 tra le due tifoserie.
- Derby Spaziale: Fiorentina-Pistoiese, la sfida ha origine in Prima Divisione 1928-1929, si è verificata poche volte ed è stata giocata due volte nel massimo campionato, nella Serie A 1980-1981. In totale le partite fino a oggi disputate sono 11: 3 vittorie viola, 3 pareggi e 5 vittorie per gli arancioni, questo derby porta il nome di "derby spaziale" a causa di un avvistamento Ufo verificatosi durante una partita amichevole Fiorentina-Pistoiese nel 1954.
- Derby del Foro: Lucchese-Pisa, ha acquisito molta importanza poiché questa sfida negli ultimi anni è stata molto ricorrente. È molto sentita da entrambe le tifoserie. Viene chiamato anche "derby delle due torri", in riferimento alla torre pendente di Pisa e alla torre Guinigi di Lucca.
- Derby Siena-Empoli, rivalità tra le due tifoserie.
- Derby delle Saline: Grosseto-Siena, rivalità tra il capoluogo maremmano e la città del Palio legata a un odio storico fra le due città che ha inizio dal Medioevo, in quanto Siena attaccò e sottomise Grosseto ben quattro volte per sottrargli l'egemonia economica nelle saline della costa maremmana. L'ultimo incontro tra le due squadre risale al campionato di Serie B 2010-2011.
- Derby Livorno-Lucchese, forte rivalità.
- Derby dell'Arcipelago: Grosseto-Livorno, sfida che si disputa per la prima volta in Serie B nel campionato 2008-2009, dopo ben 30 anni di assenza di sfide ufficiali tra le due squadre.[14]
- Derby Pisa-Empoli, rivalità tra le due tifoserie.
- Derby del Pisano: Pisa-Pontedera, considerato un derby "leggero", senza screzi o problemi di ordine pubblico, molto sentito dai tifosi pontederesi e in misura minore da quelli pisani.
- Derby della Valdera: Ponsacco-Pontedera, considerato un derby ad alto rischio, molti gli episodi di disordine soprattutto negli anni 1990, tornò dopo 11 anni nella stagione 2008-2009 dove ci furono molti scontri. È molto sentito da entrambe le tifoserie.
- Derby Empoli-Prato, fino a qualche tempo fa era da considerarsi un derby provinciale, quando ancora Prato faceva parte della Provincia di Firenze. Proprio in quel periodo fu disputato nella Serie B a girone unico nella stagione 1949-1950.
- Altri derby toscani: sono sentiti la maggior parte degli incontri fra le numerose squadre toscane (Arezzo, Carrarese, Colligiana, Empoli, Fiorentina, Grosseto, Livorno, Lucchese, Massese, Pisa, Pistoiese, Prato, Siena, Viareggio), in particolare quello provinciale tra Massese e Carrarese.

### Umbria
- Derby dell'Umbria: Perugia-Ternana, derby molto sentito e a rischio incidenti, pur non essendosi mai giocato in Serie A rappresenta lo scontro tra le due realtà maggiori dell'Umbria.

### Veneto
- Derby del Veneto: Hellas Verona-Vicenza, derby molto sentito dalle due tifoserie, al punto da essere estremamente a rischio incidenti e molto più sentito rispetto alla stracittadina col Chievo da parte dei veronesi.[15] Si tratta di un derby le cui origini risalgono anche a una forte rivalità tra le due città nel Medioevo. Disputato diverse volte in Serie A. Il primo incontro tra le due società si disputò a Vicenza il 29 aprile 1906 "davanti ad almeno 500 spettatori"[16] e quella partita è il derby più antico d'Italia tra squadre che attualmente militano in campionati professionistici.
- Altri derby veneti: Sono sentiti e sempre a rischio incidenti Padova-Vicenza, Padova-Venezia, Hellas Verona-Venezia e Vicenza-Venezia che sono stati disputati anche in Serie A, e Treviso-Venezia che è stato disputato al massimo in Serie B. Gli altri derby veneti a essere stati disputati in Serie A, oltre al Derby di Verona, sono Hellas Verona-Padova, Treviso-Chievo e Venezia-Chievo.

## Altre rivalità di rilievo

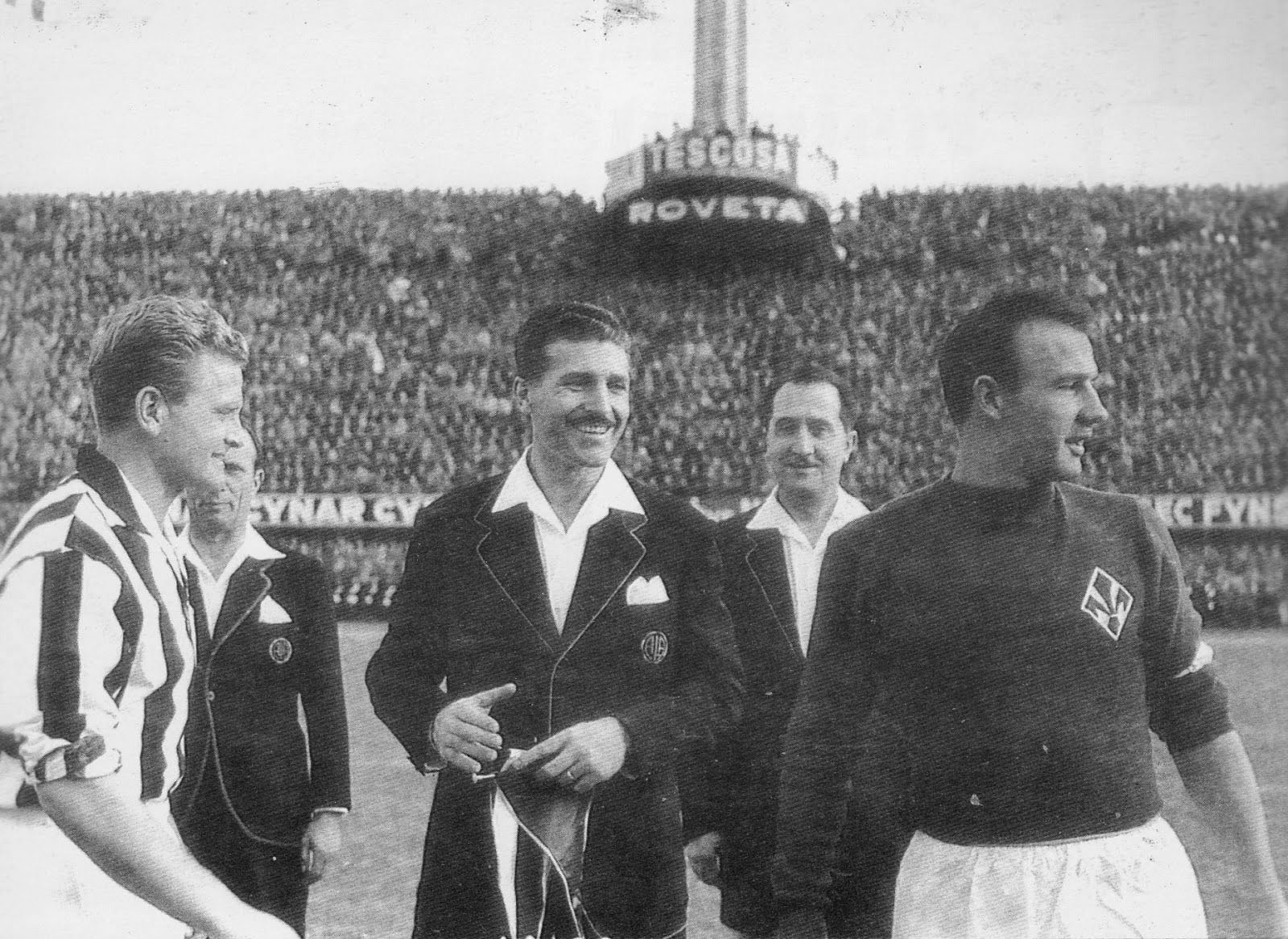
Il capitano bianconero Giampiero Boniperti (a sinistra) e quello viola Sergio Cervato (a destra) prima di una sfida tra Fiorentina e Juventus a fine anni 1950, sotto gli occhi dell'arbitro Concetto Lo Bello (al centro).

- Rivalità Ancona-Pescara: "Derby della costa adriatica", con diversi precedenti nei campionati professionistici, due dei quali in serie A.
- Rivalità Ascoli-Ternana: "Derby dell'Appennino umbro-marchigiano", molto sentito da parte delle due tifoserie e spesso caratterizzato da violenti incidenti.[17][18][19][20]
- Rivalità Avellino-Foggia: "Derby dauno-irpino".
- Rivalità Bologna-Fiorentina: noto anche come Derby dell'Appennino, rappresenta la sfida tra due delle società più blasonate dell'Italia centro-settentrionale.
- Rivalità Brescia-Verona: sfida sentita e ricca di precedenti, che contrappone le due squadre che occupano i primi due posti nella classifica perpetua della Serie B, noto anche con il nome di Derby del Lago di Garda.
- Rivalità Crotone-Taranto: sfida tra due compagini che rappresentano città ubicate sulle coste del mar Ionio.
- Rivalità Fiorentina-Juventus: in assenza di un rilevante antagonismo regionale in Toscana verso la Fiorentina, la sfida più sentita dalla tifoseria viola è divenuta quella contro i torinesi: questa ha origine negli anni 1920 dopo una sconfitta-record per undici reti a zero subita contro gli juventini,[21] si ripropone un trentennio più tardi quando entrambe le squadre si trovavano stabilmente ai vertici del calcio italiano, e si acuisce ulteriormente dagli anni 1980 includendo alcune tensioni a livello dirigenziale e politico tra le famiglie Della Valle e Agnelli, gli azionisti di maggioranza rispettivamente dei viola e bianconeri tra gli anni 2000 e 2010.[22]
- Rivalità Inter-Juventus: noto come Derby d'Italia, termine quest'ultimo coniato dal giornalista Gianni Brera nel 1967 per identificare la sfida tra le, allora, due compagini italiane più popolari e titolate in campo nazionale. Si tratta della gara più volte giocatasi nel panorama calcistico italiano.
- Rivalità Juventus-Milan: l'antagonismo consegue da numerose sfide tra le due squadre italiane più titolate a livello sia nazionale sia internazionale, e con la maggior tradizione sportiva del Paese.
- Rivalità Juventus-Napoli: antagonismo che mette di fronte le prime due squadre per numero di sostenitori nel Sud Italia, originato anche da questioni postunitarie extrasportive.[23]
- Rivalità Juventus-Roma: rivalità che mise di fronte le prime due squadre per numero di sostenitori del calcio nel Centro Italia[24] e che si origina negli anni 1930; essa rinfocola mezzo secolo dopo, in quanto i romani sono i più validi contendenti dei bianconeri al titolo nazionale fino alla metà degli anni 1980.[25]
- Rivalità Juventus-Verona: gli incontri tra la squadra più titolata della penisola e l'ultima provinciale ad aver vinto lo scudetto hanno vissuto il loro apice durante gli anni 1980, in un decennio in cui i due club si ritrovarono più volte a duellare ai vertici del calcio nazionale, sia in campionato sia in Coppa Italia, oltreché in un doppio confronto in Coppa dei Campioni[26] che segnò il primo incontro tra due squadre italiane nelle competizioni UEFA.
- Rivalità Livorno-Parma: sfida molto sentita, soprattutto dalla tifoseria livornese. La rivalità deriva storicamente dalla contrapposizione tra il ducato di Parma e Piacenza e il marchesato di Livorno.
- Rivalità Napoli-Roma: noto anche come "Derby del Sole", rappresenta la sfida tra i due sodalizi di maggior popolarità dell'Italia centro-meridionale, entrambi aventi un elevato numero di tifosi.
- Rivalità Foggia-Napoli: noto anche come "Derby borbonico".
- Rivalità Napoli-Palermo: noto anche come "Derby delle Due Sicilie", rappresenta la sfida tra le ex capitali delle Due Sicilie.
- Rivalità Bari-Napoli: noto anche come "Derby del Sud".
- Rivalità Napoli-Catanzaro: durante gli anni 1970 è stato considerato il derby del Sud Italia essendo le due squadre, per quasi tutto il decennio, le uniche rappresentanti del Meridione in Serie A.[27]
- Rivalità Triestina-Vicenza: noto anche come "Derby del Triveneto".
- Rivalità Piacenza-Cremonese: noto anche come "Derby del Po", si distingue a causa della forte rivalità storica tra le due città, distanti solo una trentina di chilometri. Per le tifoserie di entrambe le squadre è considerato come il derby più sentito nel quadro delle proprie rivalità.[28]
- Rivalità Pisa-Spezia: noto anche come "Derby Tosco-Ligure".
- Rivalità Messina-Reggina: noto anche come "Derby dello Stretto", è la sfida tra le due compagini dello stretto di Messina.
- Rivalità Perugia-Arezzo: noto anche come "Derby dell'Etruria" ("o derby Umbro-Toscano"), è nato negli anni 1970 per ragioni prettamente sportive; la sfida è molto sentita e considerata un derby a tutti gli effetti, anche per via della relativa vicinanza tra le due città.[29]
- Rivalità SPAL-Rovigo: noto anche come "Derby del Polesine".
- Rivalità Carrarese-Spezia: noto anche come "Derby Lunense".
- Rivalità Mantova-Verona: noto anche come "Derby del Mincio".
- Napoli-Catania: noto anche come "Derby del vulcano", dato che a Napoli c'è il Vesuvio e a Catania c'è l'Etna. Le due tifoserie sono tuttavia gemellate.
- Rivalità Novara-Pro Patria: noto anche come "Derby del Ticino".